# Dasychira crecadia
Dasychira crecadia är en fjärilsart som beskrevs av Collenette 1931. Dasychira crecadia ingår i släktet Dasychira och familjen tofsspinnare. Inga underarter finns listade i Catalogue of Life.